# Sven Lampa (entomolog)
Sven Lampa, född 17 november 1839 på Skeberga i Torsö församling, Skaraborgs län, död 2 december 1914 på Lidingö, var en svensk entomolog.
Lampa kom vid elva års ålder till Mariestads skola, där han gick till 1856. En ögonsjukdom hindrade honom från att fortsätta läsningen och avbröt också efter blott några veckor hans vid Målareakademien i Stockholm började studier. Han började då som bokhållare på egendomen Hallansberg i Västergötland, och han stannade han på denna post i två år. Under denna tid studerade han även flitigt lantbruksböcker, samlade och examinerade växter och bildade också Mariestads museum.
I januari 1860 påbörjade Lampa studier som betalande elev vid Julpa lantbruksskola i Västmanland. Våren 1860 lämnade han skolan efter genomgången examen och gjorde samma år på hösten en utrikes studieresa till Köpenhamn, Bryssel och Paris. Han var sedermera till hösten 1864 förste lärare och vice föreståndare vid Julpa, varpå han flyttade till egendomen Igelsta i Tillberga socken, som innehades av hans svärfar. Denna egendom befann sig emellertid i ett synnerligen dåligt skick och efter de för allt svenskt jordbruk så svåra åren 1867 och 1868 lämnade Lampa egendomen till en arrendator. Själv började han åter samla och studera insekter och gjorde för den skull åtskilliga resor i Sverige.
1878 flyttade Lampa till Stockholm, och började följande år arbeta på Naturhistoriska riksmuseets entomologiska avdelning, och fortsatte arbeta där i arton år. Lampa erhöll 1887 plats som praktisk entomolog vid Lantbruksakademien, och denna befattning överflyttades senare till Lantbruksstyrelsen. Under tjänsteresor 1887-1897 fick han tillfälle besöka nästan alla svenska landskap. Utan ansökan, på Lantbruksstyrelsens förord, erhöll han 1897 platsen som föreståndare och professor vid den nyupprättade Statens entomologiska anstalt och fortsatte på befattningen till 1909.
Lampa var 1891-1901 redaktör för Entomologisk tidskrift och från 1901 för Uppsatser i praktisk entomologi. Bland hans utgivna skrifter märks Våra för fruktträd och bärbuskar skadligaste insekter och Förteckning öfver Skandinaviens och Finlands Macrolepidoptera (1885).
Sven Lampa var son till godsägaren Seth Lampa och Anna Kristina Rosell. Han tillhörde en synnerligen vitt utgrenad släkt, vars stamfader i början av 1600-talet inflyttade till Sverige från Königsberg och av vilken två medlemmar blev stamfäder för adliga ätter, Gyllenbååt och Lagersvärd.
Sven Lampa är begravd på Norra begravningsplatsen utanför Stockholm.